# Parafia Matki Bożej Królowej Pokoju w Oziornoje
Parafia Matki Bożej Królowej Pokoju w Oziornoje – rzymskokatolicka parafia z siedzibą w Oziornoje, należąca do Dekanatu Północnego archidiecezji Najświętszej Marii Panny w Astaniej.
Parafia istnieje w Narodowe Sanktuarium Matki Bożej Królowej Pokoju. 
Do parafii należą wierni wyznania rzymskokatolickiego z miejscowości: Głubokoje, Dmitrowka, Dobrożanowka, Kramatorowka, Krasnaja Polana, Krasnodolsk, Makaszewka, Oktiabrskoje, Rostowka, Stepnoje, Czernigowka i Jużnoje.

## Historia
We wsi założonej w czerwcu 1936 przez polskich zesłańców podczas II wojny światowej na terenie wsi nastał głód, podczas którego mieszkańcy modlili się na różańcach. 25 marca 1941 w święto Zwiastowania NMP (nieuznawane w ZSRR) podczas nagłych, niespodziewanych i gwałtownych roztopów na zachodnim krańcu wsi, topniejąca woda wypełniła powierzchnię wyschniętego w przeszłości jeziora, w którym pojawiło się mnóstwo ryb. Ludzie uznali to wydarzenie za cud, gdyż z uwagi na brak żywności ryby uratowały ich od śmierci głodowej. Jezioro wyschło ponownie w 1955.
Na pamiątkę wydarzeń z 1941 po latach 24 czerwca 1997 figura Matki Bożej z Rybami (przedstawiona z siecią pełna ryb, którą poświęcił papież Jan Paweł II), która szybko została otoczona kultem wiernych, a na pobliskim wzgórzu Sopka Wołyńska postawiono krzyż jako pomnik martyrologii ofiar komunizmu w rejonie Tajynsza i kamień pamiątkowy z inskrypcją „Bogu - chwała , ludziom - pokój, męczennikom - Królestwo Boże, narodowi kazachskiemu - rozkwit” (poświęcony w 1998); a wkrótce we wsi umieszczono figurę Matki Bożej Fatimskiej, peregrynującą przez b. Związek Radziecki.
W 1990 we wsi powstała parafia Matki Bożej Królowej Pokoju (pierwszym proboszczem był ks Tomasz Peta w latach 1990-1999) i rozpoczęto budowę kościoła. 9 sierpnia 1992 prymas Polski Kardynał Józef Glemp konsekrował ściany wznoszonej świątyni, a 27 czerwca 1993 konsekracji dokonał bp Jan Lenga. 
Nazwę parafii wybrał o. Nico Hoogland z Holendii, dzięki któremu 14 grudnia 1991 przywieziono do wsi figurę Królowej Pokoju. 25 października 1994 bp Jan Paweł Lenga ogłosił Matkę Bożą Królową Pokoju główną patronką Kazachstanu i Średniej Azji. 25 marca 1996 na polecenie ks. Biskupa w parafii rozpoczęto codzienna adorację Najświętszego Sakramentu. W 1995 ustanowiono sanktuarium Matki Bożej Królowej Pokoju. Świątynia została wybudowana dzięki staraniom miejscowej społeczności. Do miejsca tego pielgrzymują ludzie z całego świata, dziękując za uratowane życie. Od 1996 roku w kościele trwa nieprzerwanie całodzienna adoracja Najświętszego Sakramentu. Jest to najmniejsze na świecie sanktuarium maryjne do którego pielgrzymują wierni z odległych miejscowości.
Od 9 sierpnia 1994 w parafii posługują z posługą siostry z wielkopolskiego Zgromadzenia Służebniczek Niepokalanego Poczęcia NMP. 
W 2007 do Oziornego przybyły siostry karmelitanki bose z Karmelu w Częstochowie, które w ruinach klasztoru budują klasztor pw. Miłosierdzia Bożego i Niepokalanego Serca Maryi, poświęcony w 2013.
Od 2006 we wsi posługują benedyktyni ze Szwajcarii, którzy prowadzą klasztor pw. Matki Bożej Bogatego Połowu.
11 lipca 2011 świątynia została oficjalnie ogłoszona Narodowym Sanktuarium Kazachstanu.
W 2013 sanktuarium zostało włączone do zostało włączone do Dzieła Apostolstwa Wieczystej Adoracji Najświętszego Sakramentu i w lipcu 2013 przekazano do niego Ołtarz Wieczystej Adoracji Najświętszego Sakramentu „Gwiazda Kazachstanu”  (pierwotnie w 2012 poświęcił go papież Benedykt XVI, po czym nawiedzał parafie w Polsce), który został umieszczony do Kaplicy Adoracji (autorem wykonania był Mariusz Drapikowski). Wówczas, 4 lipca 2013, z wizytą duszpasterską w Oziornoje przebywał abp Józef Kowalczyk.